# Leopold Winarsky

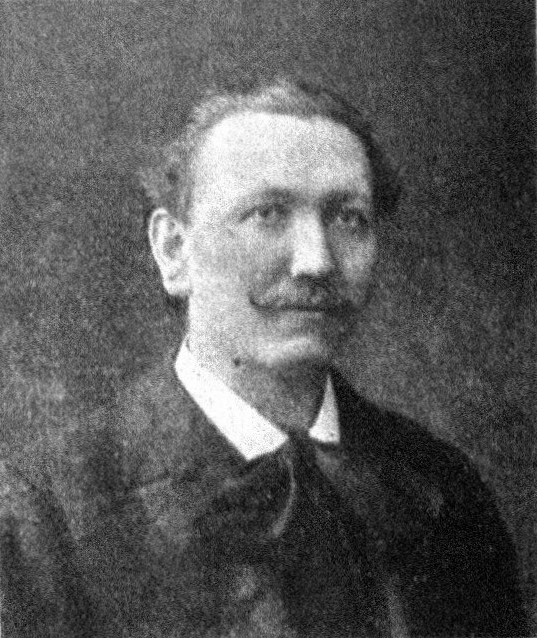
Leopold Winarsky

Leopold Winarsky (* 20. April 1873 in Brünn, Österreich-Ungarn; † 22. November 1915 in Wien) war ein österreichischer Politiker (Sozialdemokratische Arbeiterpartei) und Reichsratsabgeordneter.

## Leben
Der Sohn eines Tapeziermeisters verlor mit drei Jahren seinen Vater und zog darauf mit seiner Mutter nach Wien. Während seiner Lehre als Tapezierer schloss sich Winarsky dem Arbeiterbildungsverein Landstraße an und initiierte den Verein jugendlicher Arbeiter. Nach einer politisch bedingten Inhaftierung, die mehrere Monate dauerte, wurde er Krankenkassenangestellter.
1898 wurde er Mitarbeiter des zentralen Parteisekretariats. Im Jahr 1906 wurde Winarsky erster sozialdemokratischer Gemeinderat der Brigittenau und zog ein Jahr später in den Reichsrat ein. Die Rechte von Lehrlingen waren ihm hier in seiner politischen Arbeit ein besonderes Anliegen. 1914 wurde Winarsky zum Militär eingezogen, aber schon ein Jahr später wegen einer Erkrankung entlassen, der er in der Folge auch bald erlag. Er wurde auf dem Wiener Zentralfriedhof begraben.
Winarsky galt als überaus gebildeter Autodidakt, der sich mit den Theorien der Arbeiterbewegung intensiv beschäftigte. Anfang der 1920er Jahre wurde Winarskys Privatbibliothek von der Sozialwissenschaftlichen Studienbibliothek der Kammer für Arbeiter und Angestellte für Wien erworben.

## Ehrungen
Im 20. Wiener Gemeindebezirk ist die städtische Wohnhausanlage Winarskyhof (erbaut 1924 bis 1926, inklusive eines Winarsky-Kinos bis 1936) und die Winarskystraße (seit 1928) nach ihm benannt.

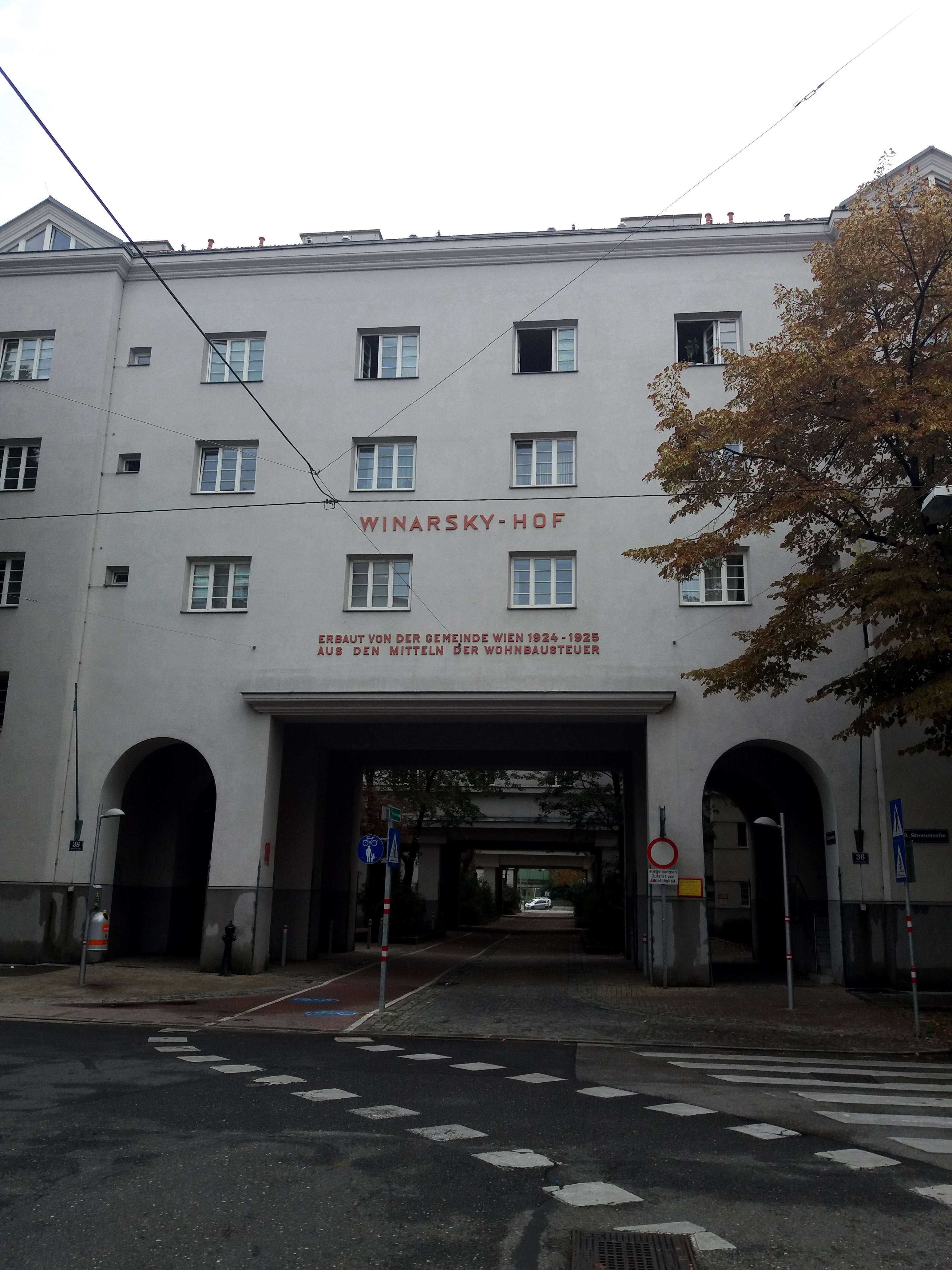
Winarsky-Hof auf Stromstraße

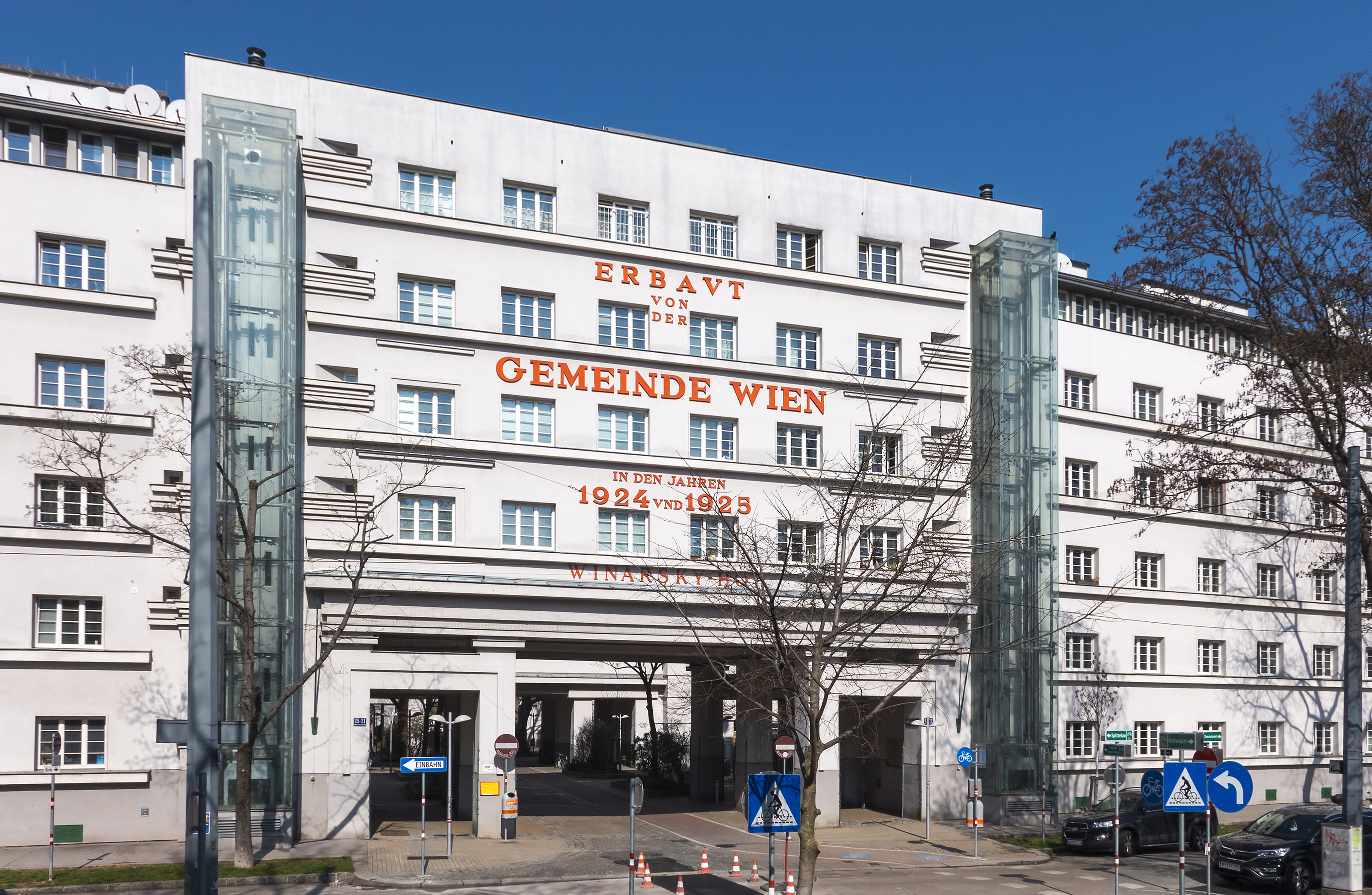
Winarsky-Hof auf Winarskystraße

## Schriften
- Die Organisation der arbeitenden Jugend in Österreich. In: Die Neue Zeit. Wochenschrift der deutschen Sozialdemokratie.  21. Jg. (1902–1903), 2. Band (1903), Heft 38, S. 378–383. Digitalisat FES
- Die Jugendorganisation in Österreich. In: Die Neue Zeit. Wochenschrift der deutschen Sozialdemokratie. 26. Jg. (1907–1908), 2. Band (1908), Heft 47, S. 765–770. Digitalisat FES
- Bericht über die Tätigkeit der Sozialdemokraten in den Gemeindevertretungen. an den Parteitag der deutschen Sozialdemokratie in Reichenberg 1909 und die erste Reichskonferenz sozialdemokratischer Gemeinde Vertreter. Vorwärts, Wien 1909.
- Wohnungsteuerung und Wohnungselend. Wiener Volksbuchhandlung, Wien 1911.
- Die Revolution von 1848. Vortrag mit 111 farbigen lichtbildern, Wien 1911.
- Die grosse französische Revolution. Vortrag mit 102 Lichtbildern, Wien 1913.
- Karl Marx. In: Robert Danneberg: Karl Marx. Der Mann und sein Werk. Verlag des Verbandes der jugendlichen Arbeiter (Anton Jenschik), Wien 1913, S. 7–17.